# Liste des titres musicaux numéro un au Royaume-Uni en 2019
Cette page présente les no 1 des ventes de singles et d'albums au Royaume-Uni pour l'année 2019 selon The Official Charts Company.
Les classements hebdomadaires sont issus des 100 meilleures ventes de singles (UK Singles Chart) et des 100 meilleures ventes d'albums (UK Albums Chart). Ils prennent en compte les ventes physiques et numériques ainsi que les écoutes en streaming converties en équivalents ventes. Ils sont dévoilés chaque vendredi.
Les dix meilleures ventes annuelles de singles et d'albums sont également présentées.

## Classement des singles
| №  | Date         | Artiste                        | Titre                                    | Référence |
| -- | ------------ | ------------------------------ | ---------------------------------------- | --------- |
| 1  | 4 janvier    | Ava Max                        | Sweet but Psycho                         |           |
| 2  | 11 janvier   | Ava Max                        | Sweet but Psycho                         |           |
| 3  | 18 janvier   | Ava Max                        | Sweet but Psycho                         |           |
| 4  | 25 janvier   | Ariana Grande                  | 7 Rings                                  |           |
| 5  | 1er février  | Ariana Grande                  | 7 Rings                                  |           |
| 6  | 8 février    | Ariana Grande                  | 7 Rings                                  |           |
| 7  | 15 février   | Ariana Grande                  | Break Up with Your Girlfriend, I'm Bored |           |
| 8  | 22 février   | Ariana Grande                  | 7 Rings                                  |           |
| 9  | 1er mars     | Lewis Capaldi                  | Someone You Loved                        |           |
| 10 | 8 mars       | Lewis Capaldi                  | Someone You Loved                        |           |
| 11 | 15 mars      | Lewis Capaldi                  | Someone You Loved                        |           |
| 12 | 22 mars      | Lewis Capaldi                  | Someone You Loved                        |           |
| 13 | 29 mars      | Lewis Capaldi                  | Someone You Loved                        |           |
| 14 | 5 avril      | Lewis Capaldi                  | Someone You Loved                        |           |
| 15 | 12 avril     | Lewis Capaldi                  | Someone You Loved                        |           |
| 16 | 19 avril     | Lil Nas X                      | Old Town Road                            |           |
| 17 | 26 avril     | Lil Nas X                      | Old Town Road                            |           |
| 18 | 3 mai        | Stormzy                        | Vossi Bop                                |           |
| 19 | 10 mai       | Stormzy                        | Vossi Bop                                |           |
| 20 | 17 mai       | Ed Sheeran et Justin Bieber    | I Don't Care                             |           |
| 21 | 24 mai       | Ed Sheeran et Justin Bieber    | I Don't Care                             |           |
| 22 | 31 mai       | Ed Sheeran et Justin Bieber    | I Don't Care                             |           |
| 23 | 7 juin       | Ed Sheeran et Justin Bieber    | I Don't Care                             |           |
| 24 | 14 juin      | Ed Sheeran et Justin Bieber    | I Don't Care                             |           |
| 25 | 21 juin      | Ed Sheeran et Justin Bieber    | I Don't Care                             |           |
| 26 | 28 juin      | Ed Sheeran et Justin Bieber    | I Don't Care                             |           |
| 27 | 5 juillet    | Ed Sheeran et Justin Bieber    | I Don't Care                             |           |
| 28 | 12 juillet   | Shawn Mendes et Camila Cabello | Señorita                                 |           |
| 29 | 19 juillet   | Ed Sheeran feat. Khalid        | Beautiful People                         |           |
| 30 | 26 juillet   | Shawn Mendes et Camila Cabello | Señorita                                 |           |
| 31 | 2 août       | Shawn Mendes et Camila Cabello | Señorita                                 |           |
| 32 | 9 août       | Shawn Mendes et Camila Cabello | Señorita                                 |           |
| 33 | 16 août      | Shawn Mendes et Camila Cabello | Señorita                                 |           |
| 34 | 23 août      | Shawn Mendes et Camila Cabello | Señorita                                 |           |
| 35 | 30 août      | Ed Sheeran feat. Stormzy       | Take Me Back to London (en)              |           |
| 36 | 6 septembre  | Ed Sheeran feat. Stormzy       | Take Me Back to London (en)              |           |
| 37 | 13 septembre | Ed Sheeran feat. Stormzy       | Take Me Back to London (en)              |           |
| 38 | 20 septembre | Ed Sheeran feat. Stormzy       | Take Me Back to London (en)              |           |
| 39 | 27 septembre | Ed Sheeran feat. Stormzy       | Take Me Back to London (en)              |           |
| 40 | 4 octobre    | Tones and I                    | Dance Monkey                             |           |
| 41 | 11 octobre   | Tones and I                    | Dance Monkey                             |           |
| 42 | 18 octobre   | Tones and I                    | Dance Monkey                             |           |
| 43 | 25 octobre   | Tones and I                    | Dance Monkey                             |           |
| 44 | 1er novembre | Tones and I                    | Dance Monkey                             |           |
| 45 | 8 novembre   | Tones and I                    | Dance Monkey                             |           |
| 46 | 15 novembre  | Tones and I                    | Dance Monkey                             |           |
| 47 | 22 novembre  | Tones and I                    | Dance Monkey                             |           |
| 48 | 29 novembre  | Tones and I                    | Dance Monkey                             |           |
| 49 | 6 décembre   | Tones and I                    | Dance Monkey                             |           |
| 50 | 13 décembre  | Tones and I                    | Dance Monkey                             |           |
| 51 | 20 décembre  | LadBaby (en)                   | I Love Sausage Rolls                     |           |
| 52 | 27 décembre  | Ellie Goulding                 | River                                    |           |

## Classement des albums
| №  | Date         | Artiste                                           | Titre                                                    | Référence |
| -- | ------------ | ------------------------------------------------- | -------------------------------------------------------- | --------- |
| 1  | 4 janvier    | Divers artistes                                   | The Greatest Showman: Original Motion Picture Soundtrack |           |
| 2  | 11 janvier   | Divers artistes                                   | The Greatest Showman: Original Motion Picture Soundtrack |           |
| 3  | 18 janvier   | Divers artistes                                   | The Greatest Showman: Original Motion Picture Soundtrack |           |
| 4  | 25 janvier   | Divers artistes                                   | The Greatest Showman: Original Motion Picture Soundtrack |           |
| 5  | 1er février  | Bring Me the Horizon                              | Amo                                                      |           |
| 6  | 8 février    | The Specials                                      | Encore (en)                                              |           |
| 7  | 15 février   | Ariana Grande                                     | Thank U, Next                                            |           |
| 8  | 22 février   | Ariana Grande                                     | Thank U, Next                                            |           |
| 9  | 1er mars     | Ariana Grande                                     | Thank U, Next                                            |           |
| 10 | 8 mars       | Tom Walker                                        | What a Time to Be Alive                                  |           |
| 11 | 15 mars      | Dave                                              | Psychodrama                                              |           |
| 12 | 22 mars      | Jack Savoretti (en)                               | Singing to Strangers                                     |           |
| 13 | 29 mars      | Michael Ball                                      | Coming Home to You                                       |           |
| 14 | 5 avril      | Billie Eilish                                     | When We All Fall Asleep, Where Do We Go?                 |           |
| 15 | 12 avril     | Billie Eilish                                     | When We All Fall Asleep, Where Do We Go?                 |           |
| 16 | 19 avril     | BTS                                               | Map of the Soul: Persona (en)                            |           |
| 17 | 26 avril     | Billie Eilish                                     | When We All Fall Asleep, Where Do We Go?                 |           |
| 18 | 3 mai        | Pink                                              | Hurts 2B Human                                           |           |
| 19 | 10 mai       | Pink                                              | Hurts 2B Human                                           |           |
| 20 | 17 mai       | Pink                                              | Hurts 2B Human                                           |           |
| 21 | 24 mai       | Lewis Capaldi                                     | Divinely Uninspired to a Hellish Extent                  |           |
| 22 | 31 mai       | Lewis Capaldi                                     | Divinely Uninspired to a Hellish Extent                  |           |
| 23 | 7 juin       | Lewis Capaldi                                     | Divinely Uninspired to a Hellish Extent                  |           |
| 24 | 14 juin      | Lewis Capaldi                                     | Divinely Uninspired to a Hellish Extent                  |           |
| 25 | 21 juin      | Bruce Springsteen                                 | Western Stars                                            |           |
| 26 | 28 juin      | Lewis Capaldi                                     | Divinely Uninspired to a Hellish Extent                  |           |
| 27 | 5 juillet    | Kylie Minogue                                     | Step Back in Time: The Definitive Collection (en)        |           |
| 28 | 12 juillet   | Lewis Capaldi                                     | Divinely Uninspired to a Hellish Extent                  |           |
| 29 | 19 juillet   | Ed Sheeran                                        | No.6 Collaborations Project                              |           |
| 30 | 26 juillet   | Ed Sheeran                                        | No.6 Collaborations Project                              |           |
| 31 | 2 août       | Ed Sheeran                                        | No.6 Collaborations Project                              |           |
| 32 | 9 août       | Ed Sheeran                                        | No.6 Collaborations Project                              |           |
| 33 | 16 août      | Slipknot                                          | We Are Not Your Kind                                     |           |
| 34 | 23 août      | Ed Sheeran                                        | No.6 Collaborations Project                              |           |
| 35 | 30 août      | Taylor Swift                                      | Lover                                                    |           |
| 36 | 6 septembre  | Lana Del Rey                                      | Norman Fucking Rockwell!                                 |           |
| 37 | 13 septembre | Post Malone                                       | Hollywood's Bleeding                                     |           |
| 38 | 20 septembre | Sam Fender                                        | Hypersonic Missiles                                      |           |
| 39 | 27 septembre | Liam Gallagher                                    | Why Me? Why Not.                                         |           |
| 40 | 4 octobre    | The Beatles                                       | Abbey Road                                               |           |
| 41 | 11 octobre   | Dermot Kennedy                                    | Without Fear                                             |           |
| 42 | 18 octobre   | Elbow                                             | Giants of All Sizes                                      |           |
| 43 | 25 octobre   | Foals                                             | Everything Not Saved Will Be Lost – Part 2 (en)          |           |
| 44 | 1er novembre | Stereophonics                                     | Kind (en)                                                |           |
| 45 | 8 novembre   | Jeff Lynne's ELO                                  | From Out of Nowhere (en)                                 |           |
| 46 | 15 novembre  | The Script                                        | Sunset & Full Moons                                      |           |
| 47 | 22 novembre  | Westlife                                          | Spectrum                                                 |           |
| 48 | 29 novembre  | Coldplay                                          | Everyday Life                                            |           |
| 49 | 6 décembre   | Robbie Williams                                   | The Christmas Present (en)                               |           |
| 50 | 13 décembre  | Rod Stewart with The Royal Philharmonic Orchestra | You're in My Heart                                       |           |
| 51 | 20 décembre  | Rod Stewart with The Royal Philharmonic Orchestra | You're in My Heart                                       |           |
| 52 | 27 décembre  | Rod Stewart with The Royal Philharmonic Orchestra | You're in My Heart                                       |           |

## Meilleures ventes de l'année
Le chanteur britannique Lewis Capaldi fait coup double en réalisant les meilleures ventes annuelles de singles et d'albums.
- Sa chanson Someone You Loved totalise 2 330 000 ventes ou équivalents ventes. Elle termine également en tête du classement annuel de streaming avec 228 000 000 d'écoutes. La deuxième meilleure vente de l'année est Old Town Road du rappeur américain Lil Nas X avec un total de 1 750 000 au compteur, devançant I Don't Care interprétée en duo par Ed Sheeran et Justin Bieber qui s'est vendue 1 430 000 fois[1].
- L'album de Lewis Capaldi, Divinely Uninspired to a Hellish Extent, s'est écoulé à 641 000 exemplaires dont 250 000 en CD et en vinyle. Il laisse la deuxième place à No.6 Collaborations Project d'Ed Sheeran avec 568 000 exemplaires écoulés, tandis que la meilleure vente de l'année précédente, la bande originale du film The Greatest Showman, termine à la troisième place avec 524 000 copies vendues en 2019[2].

| Singles | Albums |
| --- | --- |
| 1. Lewis Capaldi – Someone You Loved 2. Lil Nas X - Old Town Road 3. Ed Sheeran et Justin Bieber – I Don't Care 4. Billie Eilish - Bad Guy 5. Calvin Harris et Rag'n'Bone Man - Giant 6. Ava Max - Sweet but Psycho 7. Stormzy - Vossi Bop 8. Tones and I - Dance Monkey 9. Mabel - Don't Call Me Up 10. Shawn Mendes et Camila Cabello – Señorita | 1. Lewis Capaldi – Divinely Uninspired to a Hellish Extent 2. Ed Sheeran - No 6 Collaborations Project 3. Divers artistes - The Greatest Showman: Original Motion Picture Soundtrack 4. Billie Eilish - When We All Fall Asleep, Where Do We Go? 5. George Ezra - Staying at Tamara's 6. Queen - Bohemian Rhapsody: The Original Soundtrack 7. Ariane Grande - Thank U Next 8. Tom Walker - What a Time to Be Alive 9. Lady Gaga et Bradley Cooper - Bande originale du film A Star Is Born 10. Rod Stewart with The Royal Philharmonic Orchestra - You're in My Heart |

## Faits marquants

### Albums
- 32 albums ont accédé à la première place.

- La chanteuse américaine Billie Eilish devient la plus jeune artiste féminine à classer un album numéro 1. Quand son album When We All Fall Asleep, Where Do We Go? arrive en tête des ventes le 5 avril 2019, elle est âgée de 17 ans, 3 mois et 18 jours[3].

- L'album Abbey Road des Beatles, sorti en 1969, est de retour à la première place, avec une édition anniversaire, exactement 49 ans et 252 jours après l'édition originale, établissant un nouveau record d'intervalle pour un retour au numéro un. Le précédent record était détenu par Sgt. Pepper's Lonely Hearts Club Band, autre album des Beatles, avec un intervalle de 49 ans et 125 jours[4].

- L'album The Christmas Present (en) devient le 13e numéro un de Robbie Williams, permettant au chanteur britannique d'égaler Elvis Presley pour le nombre d'albums placés à la première place par un artiste en solo[5]. Le record absolu étant détenu par un groupe, les Beatles, avec 15 albums[6].

### Singles
- 13 chansons se sont classées numéro 1.

- Ed Sheeran place trois singles en tête des ventes.

- La chanteuse américaine Ariana Grande est la première artiste féminine à se détrôner elle-même dans ce classement, et la seule à l'avoir fait deux fois en l'espace de deux semaines[7]. En effet, son titre 7 Rings, détrôné la semaine du 15 février par un autre de ses singles, Break Up with Your Girlfriend, I'm Bored, retourne à la première place la semaine suivante.

- Dance Monkey, interprétée par Tones and I, est la chanson qui reste le plus longtemps numéro un avec 11 semaines consécutives. Elle intègre ainsi le top 10 des titres restés le plus longtemps au sommet du classement[8].

- C'est le duo LadBaby (en) qui est le numéro un de Noël pour la deuxième année consécutive. Après la parodie de We Built This City l'an passé, il détourne cette fois I Love Rock 'n' Roll, qui devient I Love Sausage Roll, toujours dans un but caritatif au bénéfice de l'ONG The Trussell Trust (en) qui coordonne le réseau national de banques alimentaires au Royaume-Uni[9].